# Wojtasowa Grapa
Wojtasowa Grapa (781 m n.p.m., 790 m) – niewybitny szczyt w Paśmie Baraniej Góry i Skrzycznego w Beskidzie Śląskim. Znajduje się na grzbiecie wybiegającym od szczytu Wierchu Wisełka w kierunku południowo-wschodnim. W grzbiecie tym kolejno znajdują się: Skałka, Wojtasowa Grapa i Motykowa Grapa. W południowo-wschodnim kierunku Wojtasowa Grapa opada płytkim grzbietem do potoku Janoszka, oddzielając dolinki dwóch jego dopływów. Stok północno-zachodni opada do dolinki jeszcze innego dopływu Janoszki. Wojtasowa Grapa jest zwornikiem; na zachód odchodzi od niej krótki grzbiet ze szczytem Kiczora.
Pierwszy człon nazwy szczytu pochodzi zapewne od nazwiska Wojtas. W gwarze polskich i słowackich górali słowo grapa oznacza strome lub urwiste zbocze, grzbiet lub wzniesienie.
Wojtasowa Grapa znajduje się w granicach wsi Kamesznica w województwie śląskim, w powiecie żywieckim, w gminie Milówka. Jest porośnięta lasem, bezleśne, pokryte polami uprawnymi są tylko dolne części jej południowo-wschodniego stoku w dolinie Janoszki.

## Przypisy

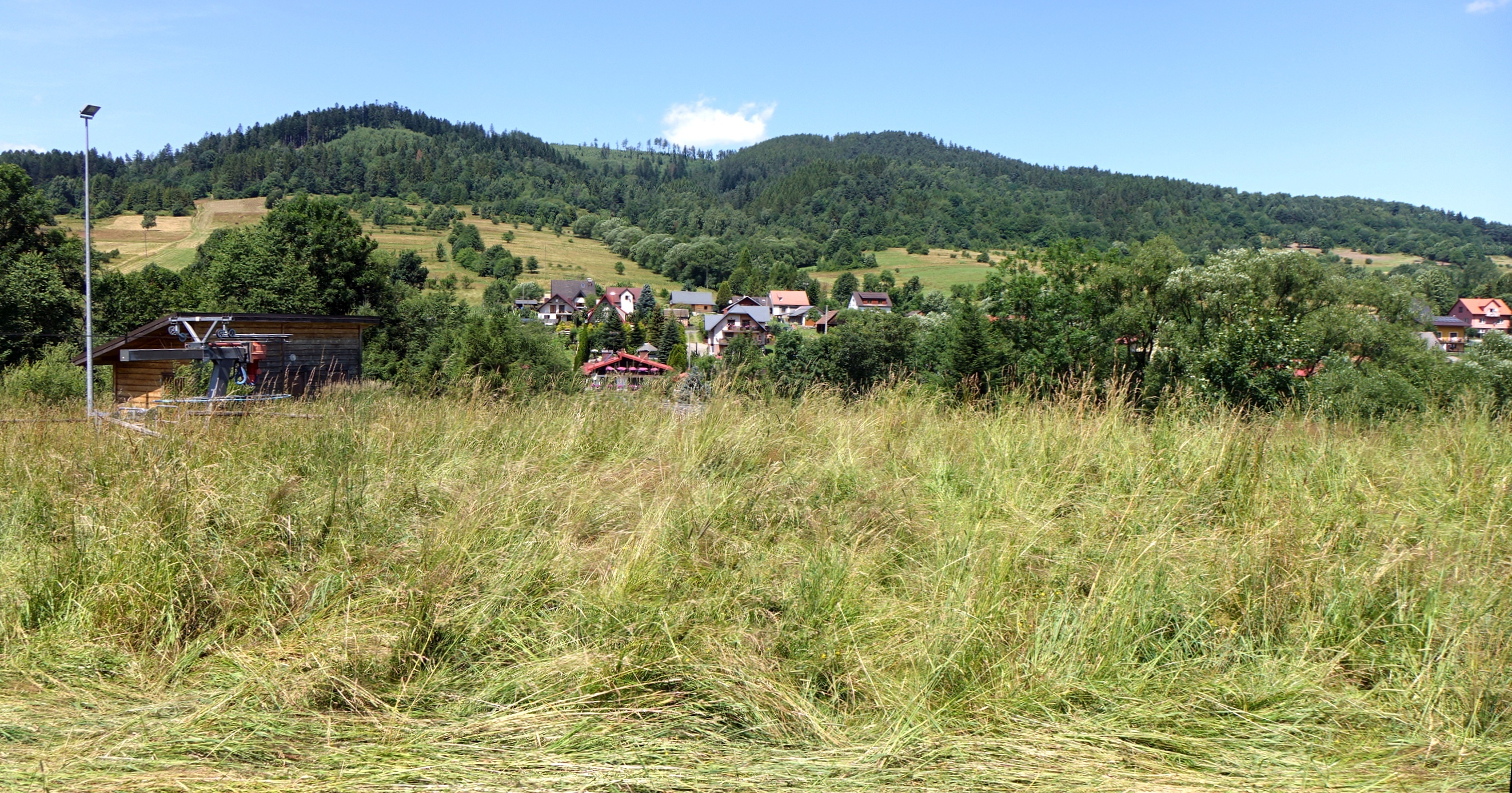
Widok na Wojtasową Grapę i Motykową Grapę z Kamesznicy